# Bonner Aquädukt

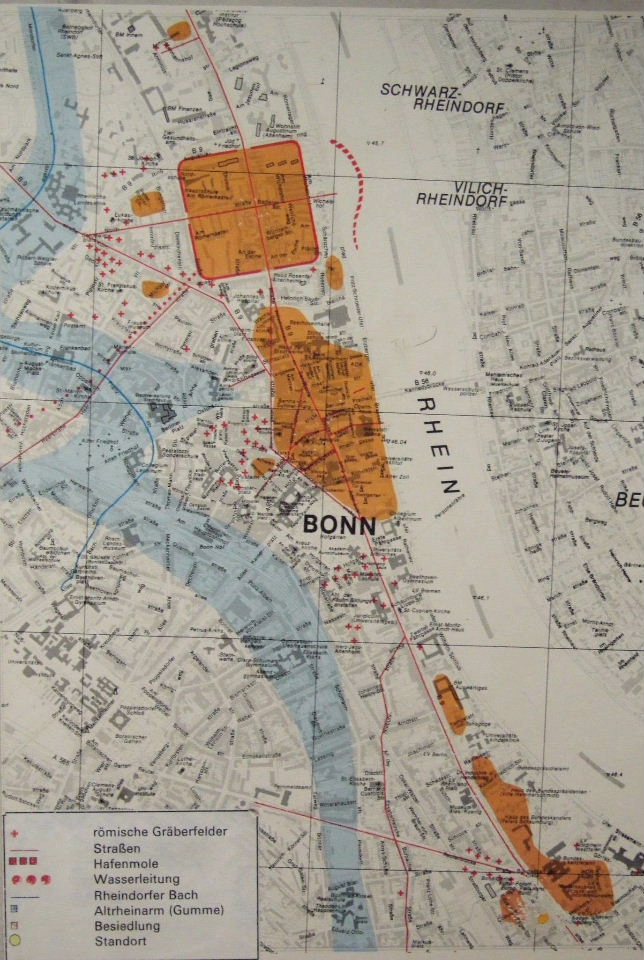
Kastell (Karree) und Zivilsiedlung des römischen Bonn. Die gepunktete Linie markiert den Leitungszulauf zum Südwestteil des Legionslagers.

Der Bonner Aquädukt (Lateinisch aquaeductus Bonnensis) war eine antike Trinkwasserleitung zum römischen Legionslager Bonn (lateinisch castra Bonnensia) in Form eines Aquädukts, die der Versorgung der dort seit 83 n. Chr. stationierten Legio I Minervia diente.

## Verlauf
Gespeist wurde die Fernwasserleitung aus zwei linksrheinischen Quellen, die am Hitelbach und am Heidensprung (Kurfürstenquelle) beim Hardtberg entsprangen. Beide Leitungen bestanden aus einer U-förmigen Rinne aus Gussbeton mit einer Breite von 20 cm (Hitelbachleitung) bzw. 48 cm (Hardtbergleitung). Nach Vereinigung beider Zweige bei Alfter-Oedekoven trat die Trasse – soweit aus der Befundsituation rekonstruierbar – in Bonn-Endenich am Rand des alten Rheinarms (Gumme) zutage, wo sie das dortige Tal auf einer Bogenbrücke querte, die noch im 19. Jahrhundert als gut erkennbare Ruine bezeugt ist. Der Fund mehrerer antiker Rohrsteine (Lochsteine) großen Durchmessers (24 cm) lässt hier auf eine Durchfahrung mittels einer Druckleitung schließen. Ausbesserungsarbeiten und nachantike Siedlungsspuren am Endpunkt der Wasserleitung im Südwestbereich des Legionslagers deuten auf einen fortgesetzten Betrieb im Frühmittelalter hin. Am Endenicher Bach stand die 5 m hohe, massive Aquäduktbrücke sogar nachweislich bis in das 16. Jahrhundert.